# Stokenham
Stokenham är en by och en civil parish i South Hams i Devon i England. Orten har 1 895 invånare (2011). Det inkluderar (parish council) Beesands, Beeson, Chillington, Dunstone, Hallsands, Kellaton, Kernborough och Torcross.